# Julius Siik
Julius Siik, född 15 maj 1885 i Kiminge, Karstula, död 5 mars 1966 i Chicago, var en amerikafinländsk sångare.
Siik arbetade som ung som dräng och tog som sextonåring anställning vid järnbruket i Kiminge. 1907 gifte sig Siik och makarna emigrerade med sonen till Negaunee, Michigan, 1910. Familjen flyttade senare till Hurley, Wisconsin, Ironwood, Michigan och Chicago, där Siik gjorde sig ett namn som körsångare och organiserad nykterist. Åren 1930–1932 gjorde Siik sjutton skivinspelningar för bolaget Victor, huvudsakligen med kända finländska folksånger.
På 1930-talet var Siik med att uppföra den fyrtioåtta man starka kören Pohjolan pojat, med vilken han bland annat uppträdde vid världsutställningen Century of Progress i Chicago 1933. Kören bytte sedermera namn till Sibeliuskuoro. Året dessförinnan fick Siik tillfälle att träffa och uppträda för Urho Kekkonen, som då anförde finska olympiatruppen som reste via Chicago till de Olympiska sommarspelen i Los Angeles.

## Skivinspelningar[3]

### 13 maj 1930
- Häilyvä nainen
- Jannen hanuripolkka
- Lypsäjän laulu
- Viulu sampan laulu
- Ähä ähä ämmät

### 1931
- Heilini soitteli
- Heinässä
- Ikävissä
- Lemmenhenki
- Minä laulan sun iltasi tähtihin
- Oravan jäljillä
- Paljon olen maata kulkenut
- Venehessä soutelen
- Tukkipoikia tulossa
- Virran rannalla

### 1932
- Senpä tähden
- Toisen oma